# Pilát lékařský
Pilát lékařský (Anchusa officinalis) je okolo půl metru vysoká, dvouletá rostlina kvetoucí v letních měsících modrými květy v hustých vijanech. V české přírodě se tento archeofyt vyskytuje roztroušeně, nejvíce roste v teplých oblastech. V minulosti se využíval v lidové medicíně i k barvení látek.

## Rozšíření

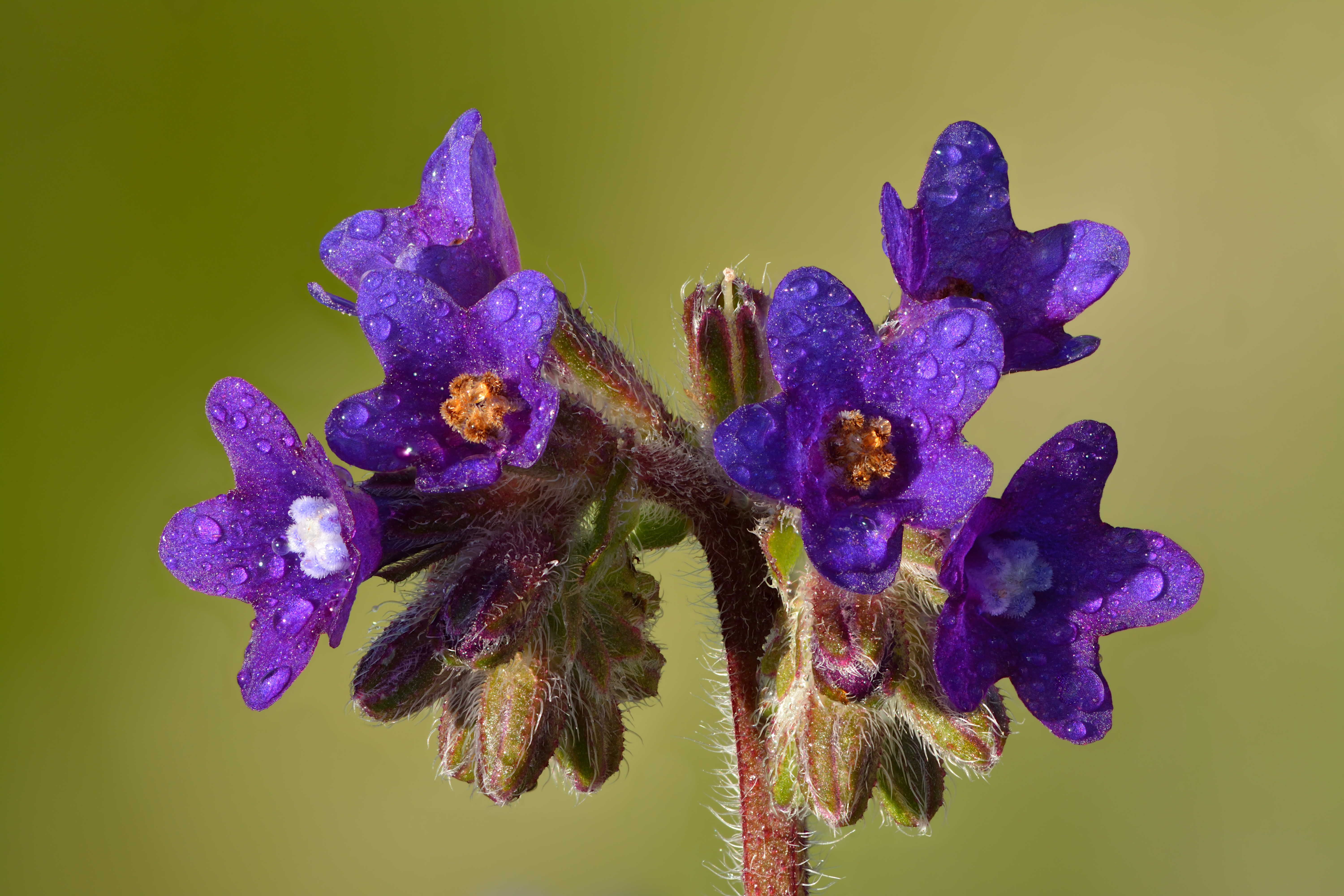
Květenství

Areál pilátu lékařského zabírá velkou část Evropy, nevyskytuje se pouze v jižních částech Balkánského, Apeninského a Iberského poloostrova, obdobně jako na severu Skandinávie. Na východě Evropy roste v Pobaltí, na Ukrajině, v jižním Rusku i v asijské části Turecka. Lidským přičiněním byl zavlečen do Ameriky, do Spojených států, Kanady i Argentiny, stejně jako na Nový Zéland.
V České republice roste roztroušeně téměř po celém území, převážně v termofytiku a mezofytiku. Dává přednost teplejším místům, někde vystupuje v pahorkatinách až do nadmořské výšky 500 m. Jeho široké rozšíření je dáno i tím, že dříve býval pěstován ve venkovských zahradách jako léčivá rostlina. Nejvýše položený výskyt je znám z asi 650 m n. m. z Horní Lipové v okrese Jeseník.

## Ekologie
Roste v hlinitoštěrkovitých půdách na travnatých stráních, suchých loukách, travnatých okrajích polních cest i městských zástaveb, náspech železničních tratí a říčních toků či nádrží, skládkách i v opuštěných lomech, jako na dalších výslunných stanovištích s propustnou půdou ovlivněných lidskou činností.
Je rostlinou, u které v prvém roce vyraší ze semene pouze listová růžice a teprve druhým, eventuálně dalším, květonosná lodyha. Je monokarpická a po odkvětu a vytvoření semen obvykle rostlina zhyne. Vykvétá od května do začátku září. Ploidie druhu je 2n = 16.

## Popis
Pilát lékařský je bylina dvouletá, méně často krátce vytrvalá, vysoká 40 až 70 cm, která vyrůstá z tlustého, světlého, jen málo větveného kořene. Lodyhu má přímou, hranatou, jednoduchou či nahoře krátce větvenou a hustě porostlou malými srstnatými chlupy. Listy v přízemní růžici jsou krátce řapíkaté, široce kopinaté, dlouhé 7 až 10 cm, široké 1 až 3 cm a po obvodě bývají celokrajné nebo řídce zubaté; za květu již často usychají. Lodyžní listy vyrůstající střídavě jsou kopinaté, jsou menší než přízemní, přisedlé až poloobjímavé, nevýrazně žilnaté. Všechny listy jsou drsně chlupaté, palisty nejsou přítomné.
Jasně modré květy vyrůstají na krátkých stopkách z paždí listenů a vytvářejí husté vrcholové nebo úžlabní jednoramenné vrcholíky, vijany. Oboupohlavné pětičetné květy mají vytrvalý, asi 7 mm dlouhý kalich dělený přibližně do poloviny. Nálevkovitá koruna je pravidelná, srostlá, má krátkou rovnou korunní trubku asi 8 mm širokou, zpočátku je červená a později tmavne do modro fialova. Pět krátkých tyčinek s prašníky je uzavřených v korunní trubce, která má v ústí drobné, ale výrazné bílé brvité šupinky pakorunky, které mají za úkol zabránit dešťové vodě a vetřelcům, hlavně mouchám, přístup k nektaru; ten hojně prýští vespod trubky a je připraven pro opylovače, hlavně včely a čmeláky. Ze dvou plodolistů srostlý semeník, později se čtyřmi komůrkami, má jednu krátkou čnělku nevyčnívající z trubky.
Plod je hnědá, šikmo vejčitá tvrdka sedící na dně neopadavého kalichu, jenž se rozpadá na čtyři plůdky, semena, která jsou výhradním prostředkem pro rozmnožování byliny. Semena se mohou vysévat již na podzim, pokud se vysejí až na jaře potřebují studenou stratifikaci.

## Význam

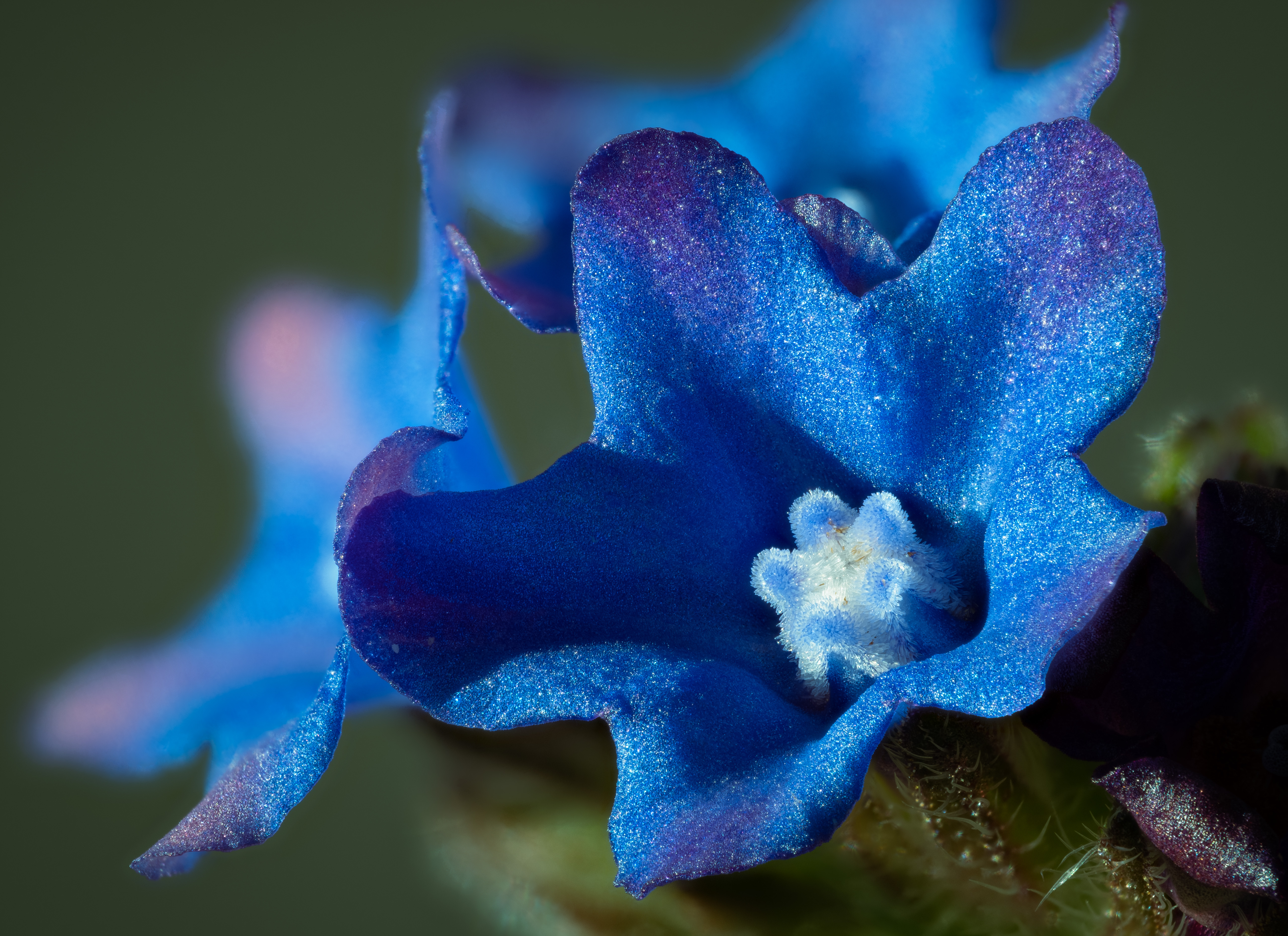
Květ o průměru 8–9 mm

Dříve se používal i v lidové medicíně, především jeho odvar, jako prostředek na opary, vředy a kožní záněty, při léčbě kašle a také jako projímadlo. Čerstvé listy se zase přikládaly na podrážděnou kůži a nehojící se rány. Šťáva z čerstvých rostlin posilovala žaludek, čistila krev, podporovala funkci jater a sleziny, příznivě působila na bronchitidu, zápal plic i astma, zlepšovala psychickou odolnost a spánek. Kořeny obsahující červené barvivo se využívaly k barvení látek a vlny nebo sloužily k přibarvování oleje a jiných tuků. Mladé lodyhy a listy, mající hojně vitamínu C, se vařily a připravovaly jako špenát.
Pilát lékařský obsahuje hlavně alkaloidy cynoglossin, consolidin a dále allantoin, cholin, kyselinu křemičitou, třísloviny, sliz, tanin a malé množství éterických olejů. Sklízí se kvetoucí nať; suší se nebo se z ní připravuje lihový či vodný výluh. Listy jsou živnou rostlinou larev některých tesaříkovitých brouků, mj. kozlíčka kovolesklého (Phytoecia caerulescens).